# Elpidios (Architekt)
Elpidios (altgriechisch Ἐλπιδίος) war ein comes und kaiserlicher Architekt, der im 5. Jahrhundert in Konstantinopel tätig war.
Elpidios ist nur aus der Vita Hypatii des Kallinikos bekannt, nach der er den heiligen Hypatios aufsucht, um von ihm von einem Dämonen befreit zu werden, kurz darauf jedoch verstirbt.